# Mops thersites
Mops thersites (Thomas, 1903) è un pipistrello della famiglia dei Molossidi diffuso nell'Africa subsahariana.

## Descrizione

### Dimensioni
Pipistrello di piccole dimensioni, con la lunghezza totale tra 91 e 113 mm, la lunghezza dell'avambraccio tra 35 e 42 mm, la lunghezza della coda tra 25 e 36 mm, la lunghezza del piede tra 8 e 10 mm, la lunghezza delle orecchie tra 13 e 22 mm e un peso fino a 34 g.

### Aspetto
La pelliccia è corta e liscia. Un'ampia banda priva di peli è presente lungo l'attaccatura delle ali sul corpo. Le parti dorsali variano dal bruno-nerastro al bruno-rossastro con la base dei peli giallastra, mentre le parti ventrali sono marroni, quasi nerastre sui fianchi. Sulla groppa sono presenti due ciuffi di lunghi peli. Il muso non è estremamente appiattito, il labbro superiore ha 5-6 pieghe ben distinte e ricoperto di corte setole. Le orecchie sono nerastre, relativamente piccole, unite anteriormente da una membrana a forma di V che si estende in avanti fino a formare una sacca con l'apertura anteriore. Il trago è molto piccolo e nascosto dietro l'antitrago, il quale è grande, trapezoidale e con gli angoli arrotondati. È privo di sacche golari. Le membrane alari sono nerastre, con le dita ventralmente più chiare. La coda è lunga, tozza e si estende per più della metà oltre l'uropatagio. Il cariotipo è 2n=48 FNa=62.

## Biologia

### Comportamento
Si rifugia di giorno singolarmente o in piccoli gruppi nelle cavità degli alberi, sotto tetti di corrugato, nelle crepe sui muri di edifici e fabbriche e nei canali di irrigazione.

### Alimentazione
Si nutre di insetti catturati spesso su specchi d'acqua.

## Distribuzione e habitat
Questa specie è diffusa in Guinea, Liberia, Sierra Leone, Costa d'Avorio, Ghana, Nigeria, isola di Bioko, Camerun, Repubblica Centrafricana meridionale, Rio Muni, Gabon, Congo, Repubblica Democratica del Congo settentrionale e sud-occidentale, Ruanda, Uganda e Kenya. occidentale
Vive nelle foreste pluviali di pianura, foreste secondarie, savane alberate e foreste pluviali miste a praterie.

## Conservazione
La IUCN Red List, considerato il vasto areale, la tolleranza alle modifiche ambientali e la popolazione presumibilmente numerosa, classifica M.thersites come specie a rischio minimo (Least Concern)).